# بايتيك
بايتيك أو PyTEC هو نظام حاويات تم تصميمه بواسطة شركة كنيتيك لتصريف نفايات الانحلال الحراري ويستخدم في التطبيقات العسكرية المختلفة. يقوم النظام على إعادة تحويل النفايات إلى طاقة حرارية، مما يمكن استخدامها في إنتاج الطاقة. تم تحديث النظام بواسطة شركة كنيتيك، الطاقة المتراصة المحدودة. في بداية الأمر، تم تركيب النظام خصيصاً لشركة كينيتك ويتم عرضها الآن بواسطة إيثوس إنيرجي ETHOS ENERGY . تم تركيب النظام لأول مرة ل إتش إم أس أوشين HMS ocean وحاليا يتم تقييمه من أجل استعماله من قبل الجيش الأمريكي.